# Creme de Darier
Creme de Darier é uma pasta criada pelo médico francês Ferdinand-Jean Darier com partes iguais de talco, óxido de zinco, glicerina, água e corticóides, usada para tratamentos de inflamações da pele como a dermatite do pederismo.